# Rhagastis meridionalis
Rhagastis meridionalis là một loài bướm đêm thuộc họ Sphingidae. Nó được tìm thấy ở Java.
Nó đã được mô tả là một phụ loài của Rhagastis acuta nhưng đã được tái lập thành phân loài bởi Bridges vào năm 1993 và được lập thành loài riêng bởi Haxaire và Melichar vào năm 2010.